# Hallelujah (canción de Leonard Cohen)
«Hallelujah» es una canción de Leonard Cohen publicada en su álbum Various Positions en 1984. Inicialmente, no obtuvo mayor reconocimiento. En 1991, fue versionada por el músico galés John Cale, y obtuvo una buena aceptación. En 1994, el cantautor estadounidense Jeff Buckley grabó la versión que resultó más aclamada, lo cual popularizó la canción, y logró que desde ahí fuese versionada por numerosos artistas (más de ochenta versiones, hasta la fecha) a través de conciertos y grabaciones.

## Letra
Es un poema basado en historias bíblicas, relatos antiguos, creencias, la fe y las inseguridades e inquietudes existenciales. Cohen utiliza la simbología judía para expresar la gloria y la pena de amar.
En el primer estribillo menciona un acorde celestial que el rey David componía a Dios (el Aleluya), y de inmediato se dirige a alguien, y señala con ironía que no le interesa la música. Por eso le explica cómo es el acorde a medida que lo ejecuta: "Va así: la cuarta, la quinta, cae la menor y sube la mayor".
En la segunda estrofa, relata el momento en que David vio, desde la terraza, a Betsabé bañándose en el jardín y quedó maravillado de su belleza. También menciona la traición de Dalila al cortarle el pelo a Sansón, como metáfora de la mujer en general de la que un hombre se enamora apasionadamente.

## Versiones de la canción
La canción ha sido versionada por muchos artistas. En algunos casos, se ha mantenido la melodía conseguida entre John Cale y Jeff Buckley, pero cambiando la letra casi por completo para darle un sentido de alabanza religiosa, en especial cuando se traduce a otros idiomas. En aquellos casos, casi lo único que mantiene de la versión original es el "Hallelujah" del estribillo.

### Versión de Jeffrey Adam Gutt
Music Video for Jeffrey Adam Gutt's Single Hallelujah Produced, Directed & Edited by Jason M Schultz.  Director of Photography & Producer Matthew Dudley Associate Producer DL Jones Associate Producer Jessica Schultz. 

### Versión de John Cale
El cantante galés John Cale, antiguo integrante de la banda The Velvet Underground, hizo en 1991 su primer cover, una de las interpretaciones más conocidas de Hallelujah. Se incluyó en su álbum I'm your Fan, un álbum tributo a Leonard Cohen. También estuvo presente en su álbum en vivo Fragments of a Rainy Season, en el cual interpretó a varios artistas.
A partir de su versión surgieron presentaciones posteriores, incluidas las de su propia gira mundial durante 1993-1995. Fue la versión que se usó en la película Shrek (2001), como aparece en los créditos de la película. Se menciona que la versión de Rufus Wainwright es la que aparece, debido a que, por problemas de licencia, esta es la versión que aparece en la banda sonora original compilada por Geffen Records
También aparece en el primer álbum de la banda sonora de la serie de televisión Scrubs.

### Versión de Jeff Buckley
El cantautor estadounidense Jeff Buckley grabó la versión más reconocida musicalmente y tal vez la más importante de Hallelujah, inspirada inicialmente en la versión de John Cale, aunque con una "reforma" casi completa. Se incluyó en su primer y único álbum de estudio, Grace, de 1994. Buckley demostró sus notables dotes para la interpretación, en una versión muy melancólica y a la vez simple. En ella, la voz del músico sólo es acompañada por su guitarra eléctrica con un sonido semiacústico. Su versión suele considerarse la más virtuosa que se haya hecho del tema. En 1997, la revista Rolling Stone la incluyó en su lista «Las 500 mejores canciones de todos los tiempos según Rolling Stone», en el puesto número 259, e incluso pasó por alto la versión original del mismo Leonard Cohen.
El 13 de junio de 2007, la discográfica decidió lanzarla como sencillo en recuerdo de los diez años del fallecimiento del joven músico, que encontró la muerte en el Río Wolf de Tennessee, ahogado exactamente diez años atrás, en un supuesto accidente.

### Versión de Rufus Wainwright
El cantautor canadiense Rufus Wainwright grabó la canción Memphis Skyline en 1997, en homenaje al cantante Jeff Buckley (que había fallecido ese año) y su interpretación de Hallelujah. Más tarde decidió grabar Hallelujah al estilo en que lo había hecho John Cale, con un piano. Fue esta versión la que aparece en el disco de la Banda Sonora de la Película Shrek, aunque en la película original la versión que aparece es la de John Cale.

### Versión de Surfin' Bichos
La versión de Surfin' Bichos, aparecida en el EP "Family Album I" (1993), recoge versiones de diversos artistas.

### Versión de Enrique Morente y Lagartija Nick
La versión de Enrique Morente y Lagartija Nick quedó registrada en el disco Omega (1996).

### Versión de Il Divo
El cuarteto musical Il Divo, compuesto por cuatro cantantes masculinos: el suizo Urs Bühler, el español Carlos Marín, el estadounidense David Miller y el francés Sébastien Izambard, versionaron el tema en una adaptación al español con diferentes letras a cuatro voces melódicas, incluido en su álbum The Promise, del 2008.

### Otras versiones
Bob Dylan interpretó en 1988 la canción en un concierto en Montreal, y fue éste el primer cover de la canción en un concierto.
Bon Jovi suele cantarla en algunos conciertos, durante sus giras Lost Highway y The Circle.
El 22 de enero de 2010, los músicos estadounidenses Justin Timberlake, Matt Morris y Charlie Sexton interpretaron una versión en vivo de "Hallelujah" durante el teletón Hope for Haiti Now en apoyo de los afectados por el terremoto de Haití de 2010. Una versión grabada fue lanzada al día siguiente en el álbum de la banda sonora Hope for Haiti Now y alcanzó el número 13 en la lista Billboard Hot 100.
Por su parte, el 2011 la banda sueca Pain of Salvation realizó una versión en vivo para su álbum One of the two deaths of Pain of Salvation.
Christina Rosenvinge, en la caja recopilatoria “Un caso sin resolver” que editó Warner music en 2011 incluye la versión de "Hallelujah" que estuvo tocando en directo durante la gira de “La joven Dolores” 
Soledad Pastorutti, en Cadena 3 Argentina, presentó su CD Vivir Es Hoy en 2015, y uno de los temas era la versión de "Hallelujah" en español.
Rata Blanca, en la gira de presentación de su nuevo álbum Tormenta Eléctrica, durante el 2015, interpretó una versión de esta canción. La misma es interpretada mediante un solo de guitarra de Walter Giardino, acompañado por los teclados de Danilo Moschen.
Iskiam, cantante y compositor español, escribió en el 2015 una versión en castellano. Con la intención de ser lo más fiel posible a la canción original, ha logrado convertirse en la letra para el público de habla hispana, y muchos intérpretes conocidos utilizan esta misma versión en sus conciertos.
Axel Rudi Pell también hizo su versión en el disco The Ballads IV que fue lanzado el 23 de septiembre de 2011
El grupo a cappella Pentatonix hizo la versión de la canción de Leonard Cohen en 2016 para su álbum navideño A Pentatonix Christmas.
La cantante puertorriqueña, Olga Tañón, también tiene una versión donde canta con su hija.
La banda estadounidense Paramore, realizó su versión en 2016 de la canción para abrir su segundo y último show del Parahoy, crucero realizado por la banda
Hallelujah suele ser un tema recurrente en el repertorio de Myles Kennedy ya sea con su banda Alter Bridge o en presentaciones como solista.
En 2014, el grupo estadounidense de Música cristiana Cloverton realizó su propia versión navideña del tema "Hallelujah", narrando la historia de La natividad de Jesucristo en la letra.
En 2017, el grupo mexicano Vázquez Sounds realizó una versión interpretada por Angie Vázquez en la guitarra eléctrica como un homenaje al músico estadounidense Jeff Buckley, quien falleció 20 años atrás ahogado en el Rio Wolf de Memphis, Tennessee.
En 1993, el músico cubano -estadounidense Aurelio Voltaire grabó una versión del tema para su disco Heart-Shaped Wound.
En 2017, Leo Rojas realizó un cover en versión andina en su disco Leo Rojas
También en 2017, se utilizó el cover de 2007 de Allison Crowe para la película Zack Snyder's Justice League la canción se eligió como tributo para Autumn, la hija fallecida en 2017 del director Zack Snyder.